# Туржанский, Павел Александрович
Павел Александрович Туржанский родился 21 сентября 1888 года в городе Радом Польское царство в семье статского советника. Отец — Туржанский Александр Александрович (1851—1912) участник Русско-турецкой войны. Мать — Туржанская Евгения Павловна — детская писательница под псевдонимом Евгения де Турже-Туржанская. Он старший брат среди своих братьев Туржанских Александра(1898—1982) и Бориса 1900-1948.

## Биография
Туржанский Павел Александрович закончил Смоленское реальное училище. Осенью 1907 года поступил в Морской корпус в старший общий класс. На службе с 1908 года.
В 1911 г. окончил Морской корпус
•16.11.1911 г. зачислен в 1й Балтийский флотский экипаж.
•31.11.1911 г. списан в расположение Главного морского штаба.
•06.12.1911 г. вновь зачислен в 1й Балтийский экипаж.
•15.08.1913 г. командирован на теоретические курсы авиации имени Захарова В.В при Санкт-Петербургском политехническом институте.
•03.07.1914 г. направлен в Офицерскую школу авиации Отдела воздушного флота для обучения полетам.
•05.07.1914 г. зачислен обучающимся общего курса.
•08.07.1914 г. совершил свой первый самостоятельный полёт на самолете типа «Фарман».
•19.07.1914 г. командирован в г. Ревель, в 3-ю авиационную станцию.
•17.09.1914-05.12.1914 г. начальник наблюдательного поста «Люзерорт».
•05.12.1914 г. дежурный при центральной станции Южного района службы связи Балтийского моря.
•24.03.1915 г. во время учебного полета над бумажным озером упал вместе с аппаратом с высоты 35 метров, получив удар шеи спереди и сзади об аппарат.
•11.04.1916 г. переведён в состав 2й авиационной станции.
•19.12.1916 г. начальник воздушного отряда «Г».
•31.12.1916 г. утверждён в этой должности.
•18.12.1918 г. после перехода к белым командовал пулеметным взводом в Ревельском отряде Русской Самообороны Эстляндского края. Затем сражался с большевиками в составе бригады бронепоездов ОКСА.
•01.10.1919 г. назначен командиром тяжелого танка «Бурый медведь» в танковом батальоне СЗА.
•1919-1920 г.командует танком в Северо-Западная армии генерала Юденича.
•15.02.1920 г.на тральщике «Китобой» с группой офицеров совершает поход из г. Ревеля в г. Безерта Тунис.
•01.05.1920 г. после длительной стоянки с группой офицеров покинул судно.
•1920-1940 г. проживал во Франции.
•09.09.1944 г. погиб в Brest

## Чины и звания
•10.04.1911 г. корабельный гардемарин.
•06.12.1911 г. мичман.
•11.09.1915 г. морской лётчик.
•06.12.1915 г. лейтенант.

## Награды
•10.04.1911 г. Золотой знак за окончание Морского корпуса.

## Ордена
•11.01.1916 г. Орден Святого Станислава 3-й степени с мечами и бантом.
•11.01.1916 г. Орден Святой Анны 3-й степени с мечами и бантом.
•28.05.1916 г. Орден Святой Анны 4й степени.
•31.10.1916 г. Орден Святого Владимира 4-й степени.
•03.12.1916 г. Орден Святого Георгия 4-й степени.

## Архивные источники
- РГА ВМФ.Ф 406.Оп 9 Д 4265 Л 1-5об; Ф 417. Оп5. Д 3863. Л 10-10об. Ф 873. оП 18. д 208.
- БЮЛЛЕТЕНЬ ОБЩЕСТВА ОИФ № 41 за 1945 год.
- Авиаторы кавалеры ордена Святого Георгия и Георгиевского оружия периода Первой мировой войны 1914—1918 гг.
- Мартитолог русской военно-морской эмиграции по изданиям 1920—2000 гг. М. 2001 стр 137.